# Dawid Moryc Apfelbaum
Pour les articles homonymes, voir Apfelbaum.
Dawid M. Apfelbaum ou Appelbaum, également connu sous les pseudonymes de Jabłoński et Kowal, aurait été l'un des commandants de l'Union Militaire Juive  (Varsovie, 1901 ? - 1943).

## Éléments biographiques
Dawid Moryc Apfelbaum (certaines sources indiquent Mieczysław, Mietek ou Mordechaj) naît dans la classe moyenne. Fortement imprégné de culture polonaise, il est lieutenant de l’Armée polonaise en 1939, participant à la défense de Varsovie sous les ordres du major Henryk Iwański lors de l'invasion de la Pologne par l'Allemagne nazie.
Après la défaite de la Pologne, il fonde avec d'autres Juifs de l'armée polonaise et de la classe politique le Żydowski Związek Wojskowy (« Union militaire juive »). Selon la structure de l'organisation, il dirige le département des communications avec le Korpus Bezpieczeństwa (« Corps national de sécurité ») et l’Armia Krajowa (« Armée de l'intérieur »), groupes de résistance opérant sur le site "aryen" de Varsovie. Grâce à ses liens avec Henryk Iwański, il obtient des armes pour le ŻZW à la fin de 1939. Il dirige également le département armé du ŻZW avec Paweł Frenkel.
Lors de l'insurrection du ghetto de Varsovie, il dirige les combattants de ce groupuscule pour défendre le square Muranowki. Il meurt dans les premiers jours de l'insurrection.
Dawid Apfelbaum a été décoré de la Croix de Grunwald classe III et promu au grade de lieutenant-colonel de l'Armée polonaise à titre posthume. En 2004, Lech Kaczyński, alors maire de Varsovie, donne également son nom à un square dans le district de Wola.

## Critiques
En 2006, à l'occasion de la visite du président Lech Kaczyński en Israël, les historiens Dariusz Libionka et Laurence Weinbaum rédigent l’article A Legendary Commander où ils mettent fortement en doute la véracité de ce récit.
Les auteurs mettent en exergue la paucité de témoignages sur le ŻZW (du fait de son adhésion au sionisme révisionniste) et les motivations politiques des témoins supposés. Ils soulignent d'autre part les contradictions entre les divers témoignages et le fait que Dawid Apfelbaum n'apparaisse pas dans ceux de témoins-clés.
Les auteurs en concluent que son histoire a été instrumentalisée pour crédibiliser le rôle que Henryk Iwański dit avoir joué dans l'insurrection (celui-ci a été reconnu comme Juste parmi les nations sur base de ses récits, avant que le Joint ne lui coupe les subsides, Iwański étant soupçonné de mener une propagande antisioniste).
Les véritables commandants du ŻZW auraient été, selon les auteurs, Leon Rodal et Paweł Frenkel.

## Sources
- (en) Cet article est partiellement ou en totalité issu de l’article de Wikipédia en anglais intitulé « Dawid Moryc Apfelbaum » (voir la liste des auteurs).
- (en) Moshe Arens, The Changing Face of Memory: Who Defended The Warsaw Ghetto ?, Jerusalem Post 2003, accédé le 2 septembre 2010.
- (en) Dariusz Libionka & Laurence Weinbaum, A legendary commander, Haaretz 2006, accédé le 2 septembre 2010.